# BOOM BOOM DANCE
BOOM BOOM DANCE（ブーム ブーム ダンス） はコナミデジタルエンタテインメントより2012年2月1日に配信開始されたXbox 360用音楽ゲーム。配信専用タイトル。BEMANIシリーズには含まれていない。ゲーム本体の配信は2015年1月30日をもって終了している。

## 概要
Dance Evolutionの開発スタッフにより開発された、Kinect専用のリズムアクションゲームである。Dance Evolutionと比較して、純粋に体を動かすことに特化したよりライトなゲーム性で、スピンオフ作品的な位置づけになっている。

北米地域でのタイトルはRhythm Party(リズムパーティー)である。

## 基本ルール
曲に合わせて画面上に表示される"リップル"に手足を重ねて"ヒット"していく。Dance Evolutionと違い、決められた振り付けが無い為、プレイヤーは自由にパフォーマンスをする事ができる。

ステージクリアの概念は存在するが、曲の途中でゲームオーバーになる事はない。
Dance Evolutionとは異なり、メニューの選択や決定にはKinectの他に通常のコントローラも利用できる。

## 収録曲
Dance Dance Revolutionシリーズのコナミオリジナル曲を中心に、ライセンス楽曲や書き下ろしのオリジナル楽曲も収録。
今作は海外アーティストをボーカルとしてフィーチャリングした楽曲が存在する。
デフォルトでは10曲収録だが、ダウンロードコンテンツで3曲入りのソングパックが5種類配信されており、全てダウンロードすると合計25曲になる。

### 主なアーティスト
- NAOKI
- jun
- Des-ROW
- TOMOSUKE

### コラボアーティスト
- Shanice
- Lisa Lisa
- Kathy Sledge
- Maxi Priest
- Vanilla Ice
- Tiffany
- Stacey Q
- Limahl

## ダウンロードコンテンツ
2012年2月15日配信
- ソングパック第1弾（240MSP）
- ソングパック第2弾（240MSP）
- マスターパック（無料）

2012年2月29日配信
- ソングパック第3弾（240MSP）

2012年3月14日配信
- ソングパック第4弾（240MSP）

2012年3月28日配信
- ソングパック第5弾（240MSP）